# 오바타촌 (교토부)
오바타촌(일본어: 小畑村)은 일본 교토부 이카루가군에 설치되었던 촌이다.